# Route départementale 903 (Haute-Savoie)
Pour les articles homonymes, voir Route départementale 903.
La route départementale 903 de Haute-Savoie, en France, relie Thonon-les-Bains à Saint-Cergues et Cranves-Sales à Amancy ; entre Saint-Cergues et Cranves-Sales, elle est interrompue par la route départementale 1206.